# Медицинска грешка
Медицинска грешка, један је од облик пропуста у професионалном раду, који је пре свега, настао када лекар или неки други здравствени радник - зубар, медицинска сестра ... при пружању медицинске помоћи примени очигледно неподобно средство или методу лечења, или не примени одговарајуће превентивномедицинске и друге мере или, уопште, несавесно поступи у свом раду. 
Да би неки поступак у лечењу прогласили грешком, средство или начин морају бити неподобни, то јест, да не одговарају захтевима струке у датој ситуацији, или да је неподобност била толико очигледна и погрешна, да је одступала од устаљених и доктринарних принципа савремене медицине. Такав поступак медицинског радника може се окарактерисати као намерна или ненамерна медицинска грешка, само под условом ако је код пацијента узроковала погоршања здравственог стања, инвалидитет или смртни исход.
Против здравственог радника за кога се сумња да је починио медицинску грешку може да се по службеној дужности или на захтев пацијента или његове родбине поднети кривична пријава полицији или јавном тужилаштву за погрешно или несавесно лечење. Због медицинске грешке лекари, и остало медицинско особље, могу бити подвргнути четворострукој одговорности: кривичној, грађанској, дисциплинској и етичкој. Без обзира на то што се појам „медицинска грешка“ може разматрати и са медицинскиг и са правног становишта, преовладава размишљање да се ипак ради о правном појму.
Међутим, ако нежељени исход лечења узрокује погоршање здравственог стања пацијента, та штета није наступила као последица недостатка вештине, знања и савесног залагања медицинског радника, већ услед објективних околности. На пример, смрт неизлечиво болесног пацијента јесте нежељени исход лечења. За овакве последице лечења медицински радник не сноси правну одговорност.

## Историја
Медицинска грешка повезана је са вештином дијагностиковања и стара је колико и сама медицина. Прва сазнања о несавесном лечењу датирају још из времена Старог вавилонског царства, које свој пуни развој достиже у време Хамурабија (1792. п. н. е.—1750. п. н. е.), када је донет први писани закон робовласничког друштва – „Хамурабијев закон“, у коме су између осталог у параграфу 218 до 220, били регулисани хонарари хирурга за лечење, али и тешке казне за неуспех.
...„Ко повреди неког у тучи мора платити лекара... Лекар који излечи преломљени уд треба добити пет сребрњака... Ако лекар неког оперише ножем нека добије десет сребрњака, а ако је пацијент роб нека његов господар плати лекару пет сребрњака
... Ако пацијент умре кривицом лекара или изгуби око треба лекару одрезати обе руке... Ако је болесник био роб лекар га мора надокнадити другим робом.
Вавилонци су како би побољшали квалитет лечења, али и смањили број грешака, увели и неке основне принципе медицине као што су дијагноза, прогноза, физикални преглед, рецепти. Осим тога, Дијагностички приручник из тог доба увео је методе терапије и етиологије и коришћење емпиризма, логике и рационалности у дијагнози, прогнози и терапији.
Сазнања о несавесном лечењу постојала су и у време Хипократа када су лекарима била позната могућа нежељена дејства лечења. У једанаестом делу пете књиге о епидемијама, коју је поред Хипократ заправо написало неколико људи са различитим ставовима, стоји; „помоћи али без повреда“ (или у оригиналу на - грч. Ofeleein i mi vlaptein). Овај израз, по неким историчарима медицине, инспирисао је Галена да изрекне познату латинску изреку - лат. Primum non nocere).
У старом Риму постојала је одговорност лекара за смрт пацијента под условом да је она настала као последица стручне грешке, јер су Римљани сматрали да је неумешност равна немарности. Појам лекарске грешке у Римском праву је био широк и обухватао је: неискуство, неопрезност, и неуказивање медицинске помоћи.
У раном Хришћанству, неуспело лечење је кажњавано смрћу и конфискацијом имовине лекара. У царској Русији, у руском Казненом законику из 1885. године, за очигледне и озбиљне лекарске прропусте у лечењу била је прописана забрана бављења лекарском праксом, а за смрт болесника и узроковање значајнијег оштећења његовог здравља – захтевано је црквено покајање.
Појам медицинске грешке први је поменуо познати патолог Rudolf Virchow у другој половини 19. века под називом стручна грешка лекара (Kunstfehler der Ärzte) Он је тиме, као кршење општепризнатих правила и умећа, означио све облике лечења који су спроведени са недостатком дужне пажње или опреза, или краће речено „погрешно поступање“ (contra legem artis). Појаву медицинских грешака Вирхов је уочио у породилиштима широм Европе када је владала, породиљска грозница. Пренос патогених бактерија из обдукционих сала у болничка породилишта грешком су вршили лекари који нису мењали одећу и прали руке, што је имало за последицу висок морталитет трудница породиљском сепсом (или породиљском грозницом). Ову јатрогену болест и њеног узрочника идентификовао је Игнасио Фелипе Семелвајс, који је и увео у медицинску праксу једноставан метод дезинфекције, прање руку дезинфицијентним средством, и тиме спасао безброј живота породиља, а лекаре од лекарске грешке.
Од тренутка појављивања појма несавесно или нестручно лечење оно постаје поље спорења медицинске и правне науке, шта је медицинска грешка. Суштина проблема је била у дилеми: да ли садржину појма чине и објективни и субјективни елементи, да ли појам “медицинска грешка” обухвата само кршење правила медицинске науке и праксе или и непридржавање, или кршење правила о пажљивом поступању.

## Епидемиологија
Седамдесетих година 20. века немачки стручњаци из Института Роберт Кох, објавили су да се у Немачкој годишње поднесе 40.000 приговора због медицинске грешке. Након спроведених истражних радњи више од 12.000 приговора остало је недоказано, иако је израчунато, да је број жртава медицинске грешке током једне године далеко већи од броја саобраћајних незгода. Лекарске грешке заправо се нису годинама регистровале. Увек је лекар био некако изнад осталих људи и зато се о његовим грешкама није говорило, бар не пуно. Америка и њихов начин живота довели су до тога да се та чињеница окренула и све већи број пацијената почео је тражити што више проблема не би ли се на тим грешкама нешто и зарадило, тј. у грешкама према другим људима, према материјалним добрима, према природи. Британски извори наводе и истовремено упозоравају, да је у протеклих 30 година значајно (за 1,200%) повећан број одштетних захтева пацијената по основу медицинске грешке. Грешке у медицини заиста су релативно честе. Од оних пацијената који улазе у болнице, према неким америчким статистикама од 2,9% до 3,7% на крају имају и последице медицинског третмана.
У медицини грешка може завршити тако да неко буде или привремено или трајно онеспособљен, а у најгорем случају да дође и до смртног исхода. Грешка се не мора догодити само у болници, може бити учињена и у амбулантној пракси, на улици или у дому пацијента, дакле свуда, и тако се указала потреба доношења таквих правних прописи, који ће пацијента заштитити од медицинске грешке а лекара заштитити од притисака кривице, на неки начин ослободити.
Грешке у медицини се данас огледају првенствено као грешке према појединцу. Изузетно се ретко дешавају грешке према већем броју људи. Како је медицинска грешка према појединцу у потенцијалним процесима увек налазимо две стране: са једне стране пацијента, а са друге лекара или другог медицинског радника. Када се анализирају подаци из литературе колико проблема можемо приписати људском фактору, сматра се да је то негде од 60-80% од свих проблема учињених у медицини. Није ту увек крив лекар. Кривица може бити и на некоме у производњи одређеног лека или техничког помагала.
Грешке у лечењу су осми узрок смрти у Америци. Анализе истраживањима спроведеним у Институту за медицину у САД показују да је 1999. године у Америци умрло између 44.000 и 96.000 болесника на лечењу у болницама, као последица неке медицинске грешке. О величини тог броја говори податак да је те исте године у саобраћајним и другим несрећама у Америци погинуло 43.000 људи, да је од рака дојке умрло 42.000 људи, а од АИДС-а 17.000 људи.
Из америчких статистика сазнајемо и то да се: чак 27% непожељних последица догодило због немара или нехата:
- У 19% непожељних догађаја радило се о компликацијама због неодговарајуће примене лекова.
- У 14% нежељене последице су инфекције рана до којих није требало доћи,
- У 13% непожељних последица ради се о техничким компликацијама (грешке на апаратури).

Грешке у примени лекова у Америци су 1996. години однеле око 7.000 живота у поређењу са 6.000 умрлих због свих могућих повреда на раду. Медицинске грешке такође страховито много коштају. Према прорачуну у једној америчкој болнице утврђено је да на 700 кревета годишње због погрешног лечења трошкови износе 2, 8 милиона долара.

## Како сазнајемо за медицинску грешку?
О грешкама у медицини сазнајемо на три основна начина:
На основу притужби болесника
Притужбу болесник подноси на основу његовог субјективног осећаја незадовољства начином лечења. Притужба или тужба, је подручје у коме се медицина преплиће са правом (медицинским правом). Главни мотив - импулс за подношење тужбе, је субјективни осећај незадовољства пацијента пруженом услугом у медицини, који може бити оправдан и неоправдан. Бројна искуства из свакодневног рада у медицинској пракси, показује да су тужбе најчешће не због жеље за одштетом већ због осећаја повређености, ако је човек који је тражио здравље добио мање него што по сопственом мишљењу он заслужује.
На основу документованог оштећења здравља
Оштећење здравља је објективна чињеница настала као последица инвалидност или смрт услед лечења. Оштећење здравља или смрт настала услед лечења објективно је стање које се може установити стручном проценом вештака нпр. одређивањем степена инвалидности или узрока смрти, без обзира на то да ли постоји или не постоји медицинска грешка.
На основу стручне процене
Извор сазнања о грешкама чини свест о грешци. Свест о грешци, оцењује струка, на стручном састанку где се расправља о неком поступку, на састанку комисије за стручни надзор установе или лекарске коморе, како би се на основу патолошког налаза објективно доказало да је стање пацијента било другачије него што се размишљало док је пацијент још био жив.

## Општа разматрања одговорности за медицинску грешку
Одговорност здравствених радника за учињену грешку један је од облика тзв. професионалне одговорности, идентичне са оном ветеринара, инжењера, адвоката и др. Та одговорност пре свега лежи у величини ризика који собом носи одређена професија. Племенита и пре свега хумана делатност, као што је то медицинска професија, да се другоме очува, врати или поправи здравље понекад је неизбежно у тесној спрези са ризиком супротног ефекта - губитком живота и погоршањем здравља.
Да би од себе отклонио могућу медицинску грешку одговорност за неповољан исход, снос онај који се том делатношћу професионално бави. Зато је он дужан, пре свега, добро познавати и савесно примењивати стечено знање и искуство које је човек на том подручју у одређеном периоду медицине достигао. Осим тога, медицински радник дужан је поштовати и сва правна и морална начела и правила друштвене заједнице која се односе на обављање здравствене делатности
| „ | Систем професионалне одговорности лекара у савременим друштвима средњи је пут између свирепости Хамурабијева талиона и Платонова лаксизма. | ” |

У зависности од тежине и врсте повреда правила под којима се обавља здравствена делатност, одговорност медицинских радника за насталу медиицинску грешку може бити казнена, грађанско–правна, морално-етичка и дисциплинска.
Манифестни облици медицинске грешке
Медицинске грешке се манифестују на један од следећих начина, због:
- Погрешне примене неког лека или неке терапијске методе - што се дефинише као избежна компликација која узрокује да пацијент нема максималну корист од лечења.
- Прекомерна примена нечега - што се дефинише као могућност оштећења због пружене услуге, а које је већа од могуће користи.
- Недовољна примена нечега - што се дефинише као грешке у пружању услуге због које се не могу очекивати оптимални резултат за пацијента.
- Изостанка примене нечега

Свака од тих грешака може се десити не зато што је медиицински радник намерно чини, већ зато што има неку погрешну претпоставку или недовољно знање и искуство. Сви медицински радници у лечењу полазе од претпоставке да чине добробит за пацијента. У свакој посебној ситуацији медицински радници имају низ различитих елемената који стоје иза њихових одлука и могућих грешака. Дакако, постоје и одређене субјективне, али и намерне грешке.

### Критеријуми за разврставање медицинских грешака
У медицинској пракси постоје различити критеријуми разврставања медицинских грешака. Тако нпр. у хирургији критеријуми за разврставање грешака - везују се за поједине периоде опслуживања пацијента:
- дијагностичке грешке;
- тактичке грешке;
- техничке грешке;
- грешке у организацији;
- грешке у вођењу документације;
- грешке у понашању медицинског особља.

Друга подела медицинских грешака је на тактичке (дијагностичке), техничке (терапијске) и профилатичке (код етапног лечења):
Тактичка медицинска грешка
Погрешан избор метода испитивања ради постављања дијагнозе, сматра се као тактичка медицинска грешка или дијагностичка (код етапног лечења)
Техничка медицинска грешка
Свако непрописно спровођење дијагностичких и терапијских мера или тарапијска грешка (код етапног лечења)
Профилактичка медицинска грешка
У ову групу грешака убраја се свако непрописно спровођење или потпуно одсуство превентивних или профилактичких мера у току лечења болесника (код етапног лечења)

#### Критеријуми за разврставање медицинских крешака са правног становишта
Медицинск поделе лекарских грешака нема практичан значај са правног становишта. Класификација медицинских грешака која има значај са правног становишта, а заснована је на сваком поступању, мерама, лекара које нису у сагласности са добром лекарском праксом, и актуелним медицинским стандардом, је на:
- неизбежне и оне које су се могле избећи;
- грешке које повлаче и грешке које не повлаче одговорност.

## Одштетна одговорност за медицинску грешку
Настанак обвезноправног односа одговорности за штету, као уосталом и сваког другог правног односа, веже се за кумулативно испуњење законом одређених претпоставки. Неке од њих су:
- Заједничке одговорноати за све врсте одговорности за грешком изазвану штету (субјекти одговорности, штетна радња, штета, узрочна веза, противправно у објективном смислу),
- Посебне одговорноати за све врсте одговорности за грешком изазвану штету.

Тако је за субјективну одговорност, поред општих претпоставаки, потребна и кривица штетника, за уговорну одговорност постојање уговорне обавезе и њена повреда. За објективну одговорност карактеристично је, пак, да се не захтева кривица штетника као претпоставка његове одговорности.
Постоји више радњи и пропуста у вези са пружањем здравствених услуга којима се може нанети штета њиховим корисницима. Њихова систематизација углав је ствар правне теорије сваке поједине земље и њенг правног уређења здравствене заштите грађана. Премаа подацима из литературе, поатоји систематизацији медиицинских грешака која јее нпр. прикладна за одштетно право Србије, која се ме раазврстати у следеће четири групе: 
- Прва група — повреда правила здравствене струке (лекарска грешка).
- Друга група — повреда права на телесни интегритет (лечење без пристанка пацијента).
- Трећа група — повреда обавезе пружања хитне медицинске помоћи.
- Четврта група — повреда обавезе склапања уговора о здравственој услузи.

### Повреда правила здравствене струке (лекарска грешка)
Лекарска грешка је поступање лекара противно правилима медицинске струке (лат. contra legem artis) или непоштовање правила која чине медицински стандард (скуп правила којих се мора придржавати сваки лекар приликом интервенције). Лекарска грешка која се традиционално и упорно везује за постуке лекара и њихову правну одговорност, има много шире импликације, јер се може односити и на поступке било ког здравственог радника који учествује у лечењу пацијената. Једним делом то је последица чињенице да јавност у принципу лекара сматрају одговорним за пацијента (па тако и за случај погоршања његовог здравља), а другим што се у судкој пракси процеси најчешче воде против лекара. Лекарска обавезе према пацијенту у односу на његово телесно и ментално здравље, као и социјално благостање, може се посматрати тространо, као професионално или стручно правно и морално гледиште. Професионална или стручна страна процењује се према стандардима прописаним у медицинској струци, које подразумева да је то у складу са понашањем једног разумног и пажљивог стручњака. Моралне дужности лекара произилазе из његове професионалне обавезе да савесно и одговорно обавља дужност ради које је и ступио у однсосс са пацијентом. Правне обавезе лекара заснивају се уговорм и тичу се пружања услуге лечења, у складу са прописима а према процедурама у поступку лечења које је одредила медицинска наука, пракса и етичка норма.
Лекарску грешку први је дефинисао у другој половини 19. века немачки лекар Рудолф Вирхов (Rudolf Virchow 1821—1902 ) који је стручну грешку лекара дефинисао као; кршење општепризнатих правила вршења лечења услед одсуства потребне пажње или опрезности. Првобитна Вирховљева дефиниција као и модерна схватања лекарске грешке садрже у себи и кривицу лекара за учињену грешку.
Без обзира што се појам „лекарске грешка“, може разматрати и са медицинског и са правног становишта, преовладава размишљање да се ипак ради о правном појму.

## Када се може покренути тужба за медицинску грешку
Тужба за медицинску грешку (несавесно или погрешно лечење и небригу) може се поднети ако је здравље пацијента нарушено због пропуста лекара и другог медицинског особља, да се предузме оно што је потребно у току лечења као и због предузимања погрешног или неразумног поступка лечења:
| „ | Укратко, ако је доктор поставио погрешну дијагнозу, а то је погоршало исход лечења или на њега битно утицало, ако је пацијент телесно или емотивно повређен током професионалног лечења, ако су спроведени над њим захвати без његове сагласности, ако је превелики део тела хируршки уклоњен или је у пацијентовом телу остављен део опреме - то су разлози за тужбу. | ” |